# Bankipur (Barrackpur)

18e-eeuwse plattegrond van Banquibazar

Kaart van de factorijen aan de Hooghly (1726)

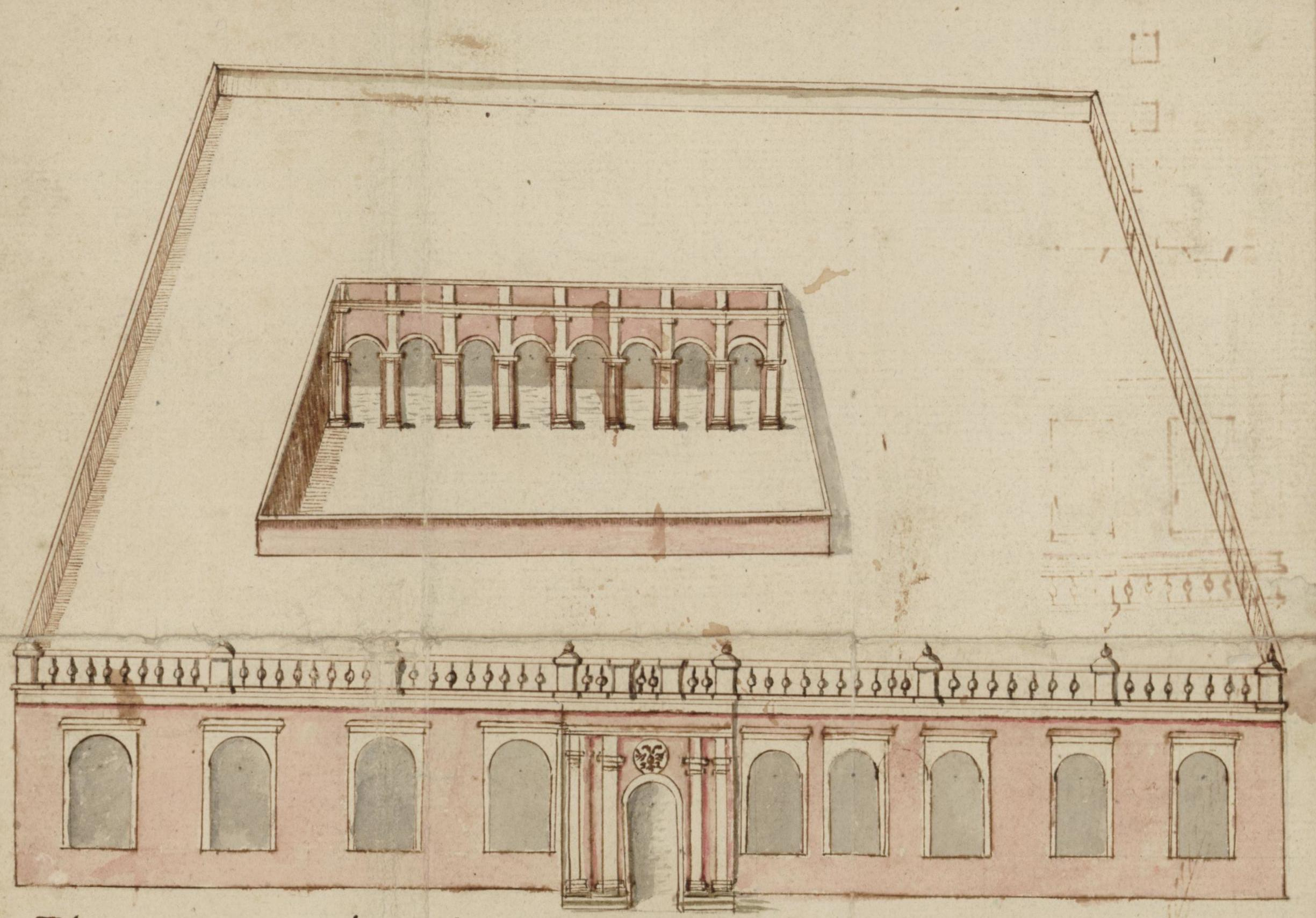
Factorijgebouw

Bankipur is een plaats in de Indiase stad Barrackpur, onderdeel van de metropoolregio Kolkata. In de 18e eeuw lag hier de factorij Banquibazar van de Oostendse Compagnie.

## Geschiedenis
Van zodra de Zuidelijke Nederlanden na de Spaanse Successieoorlog aan de Oostenrijkse Habsburgers waren toebedeeld, beschouwden ze zich als bevrijd van de handelsbeperkingen uit de Vrede van Münster. Vanuit Oostende begon men op de Guineekust en op Oost-Indië te varen. Sommige reders mikten vooral op China, terwijl anderen textiel wilden betrekken uit India. Dit laatste was duurder en lastiger vanwege de investering en omdat een concessie (paravanah of parwana) van de nawab van Bengalen, Murshid Quli Khan, vereist was. Daar stond tegenover dat men met de calico's van Indië vervolgens zou kunnen deelnemen aan de lucratieve Afrikaanse slavenhandel. In 1719 werd een eerste factorij geopend in Cabelon op de Coromandelkust, en nog vóór de vorming van de Oostendse Compagnie besloot men een hoofdvestiging te stichten in de Bengalen, vanwege de nog goedkopere prijzen. Met een parwana had nawab Jafar Kahn op 6 januari 1721 toestemming gegeven aan de Engelse schipper John Harrisson en de Schotse supercargo Alexander Hume, gekomen op het schip De Stadt Weenen, om in Banquibazar een factorij op te richten.
Vervolgens werd het fregat Keijser Carolus VI naar Oost-Indië gestuurd, opnieuw onder kapitein John Harrisson en supercargo Alexander Hume, vergezeld van de Antwerpse luitenant-generaal Jacques-André Cobbé, die de factorij moest stichten. Nadat de keizerlijken een voorlopige concessie hadden onderhandeld, vertrok het schip in februari 1724 weer naar Oostende onder achterlating van Cobbé en een vijftiental manschappen. Hij moest de factorij opzetten in de Gangesdelta langs de rivier de Hooghly, waar ook de andere Europese handelsmogendheden gevestigd waren. De lokale faujdar dreef de prijs op door van twee walletjes te eten: van de Oostendenaren incasseerde hij steekpenningen om de concessie te verlenen, en van de Nederlanders en Engelsen om de concessie te weigeren. De kortaangebonden Cobbé verloor zijn geduld. Hij bracht een legertje samen, kaapte enkele schepen en installeerde zich in de verlaten Deense post Danemarnagore. Na een beleg van drie maanden liet hij het leven en op 27 juni 1724 gaven de overige Zuid-Nederlanders zich over. Onder kapitein Jean t'Kint vonden ze beschutting in de Franse factorij Chandannagar. 
Ondertussen was de Sint-Carolus al onderweg met aan boord de Fransman Vincent Parrader, die als factor was aangeduid. Het schip strandde op de zandbanken in de Gangesmonding en de lading ging verloren. De keizerlijken mochten weliswaar handel drijven, en dat deden ze ook tot in Balasore en Kasimbazar, maar op de formele toewijzing van een factorij bleef het wachten. Uiteindelijk was het de nieuwe gouverneur Hume die na jaren een doorbraak forceerde: hij legde twee fregatten voor de monding van de Hooghly en liet hen een Indisch schip onderscheppen, waarna de parwana op 5 juli 1727 werd afgeleverd. Geen week later was de Oostenrijkse vlag geplant in Banquibazar. Het verkregen terrein op de linkeroever van de Hooghly, tegenover de Deense post, was vruchtbaar, voldoende hoog gelegen, en ruim bemeten (400 hectare, waarvan acht in eigen bezit). Het omvatte de dorpen Banquibazar en Hydsiapur, die voldoende arbeidskrachten konden leveren voor de voorgenomen textielfabricage. Hiervoor werd een stenen factorijgebouw opgetrokken. Bovendien kreeg de Oostendse Compagnie ook toelating voor een nevenfactorij in Borumpur, bij het zijdecentrum Kasimbazar.
In hetzelfde jaar dat de factorij formele erkenning bekwam, werd het fundament eronder weggeslagen: de Vredespreliminairen van Parijs verboden de Oostendse Compagnie de volgende zeven jaar actief te zijn in India en China. Er werden nog twee 'permissieschepen' toegelaten, maar dan moest het gedaan zijn. Een Jointe secrète probeerde hier onderuit te komen via stromannen en valse vlaggen. Op die manier deden nog een viertal schepen Banquibazar aan in 1729-1730, maar het liep verkeerd af. Het Seepeerd werd bij het uitvaren van de Hooghly onderschept door een Engels-Nederlands eskader en de bemanning werd opgesloten in Kolkata. De regeringen in Brussel en Wenen wilden van hun overzeese handel geen casus belli maken. In 1731 stonden ze de definitieve opheffing van de Oostendse Compagnie toe. 
Niettemin bleef de factorij actief in de inter-Aziatische handel. Hume kwam in conflict met de nawab en deed zijn gouverneurschap in 1731 over aan François de Schonamille. De doodsteek voor Banquibazar kwam in 1742 met de invallen vanuit het Maratha-rijk. In deze instabiele situatie ronselde De Schonamille in 1744 een huurlingenleger waarmee hij in opstand kwam tegen de nawab. Hij moest vluchten naar Birma en kwam daar aan zijn einde.
Na de Oostendse episode doofde Banquibazar geleidelijk uit en verdween het zelfs van de kaarten. De plaats is alleen nog bekend door een wapenfabriek.

## Voetnoten
1. ↑  Farman, Banglapedia (bezocht 8 mei 2022)
2. ↑  Gijs Dreijer, The Afterlife of the Ostend Company, 1727-1745 in: Mariner's Mirror, 2019, p. 291-292
3. ↑  Parmentier en De Winter 2013, p. 42
4. ↑  Parmentier 1992, p. 21
5. ↑  Wanner 2009, p. 110-111
6. ↑  Parmentier 1992, p. 27
7. ↑  Parmentier 1992, p. 79
8. ↑  Parmentier en De Winter 2013, p. 45
9. ↑  S.L. Menezes, "Whatever Happened to the Flemish Settlement of Bankibazar on the Hoogly?" in: Journal of the United Service Institution of India, 1986, CXVI, p. 189-191